# کلیسای گئورگ مقدس موغنی (تفلیس)
کلیسای گئورگ مقدس موغنی (تفلیس) (ارمنی: Մուղնեցվոց Սուրբ Գևորգ Եկեղեցի؛ انگلیسی: Saint Gevork of Mughni Church Tbilisi) یک کلیسا متعلق به کلیسای حواری ارمنی واقع در موغنی، شهر تفلیس گرجستان می‌باشد. ساخت و ساز این ساختمان در سال ۱۷۵۶ میلادی؛ به پایان رسید. این بنا به سبک معماری ارمنی طراحی شده است.

## نگارخانه

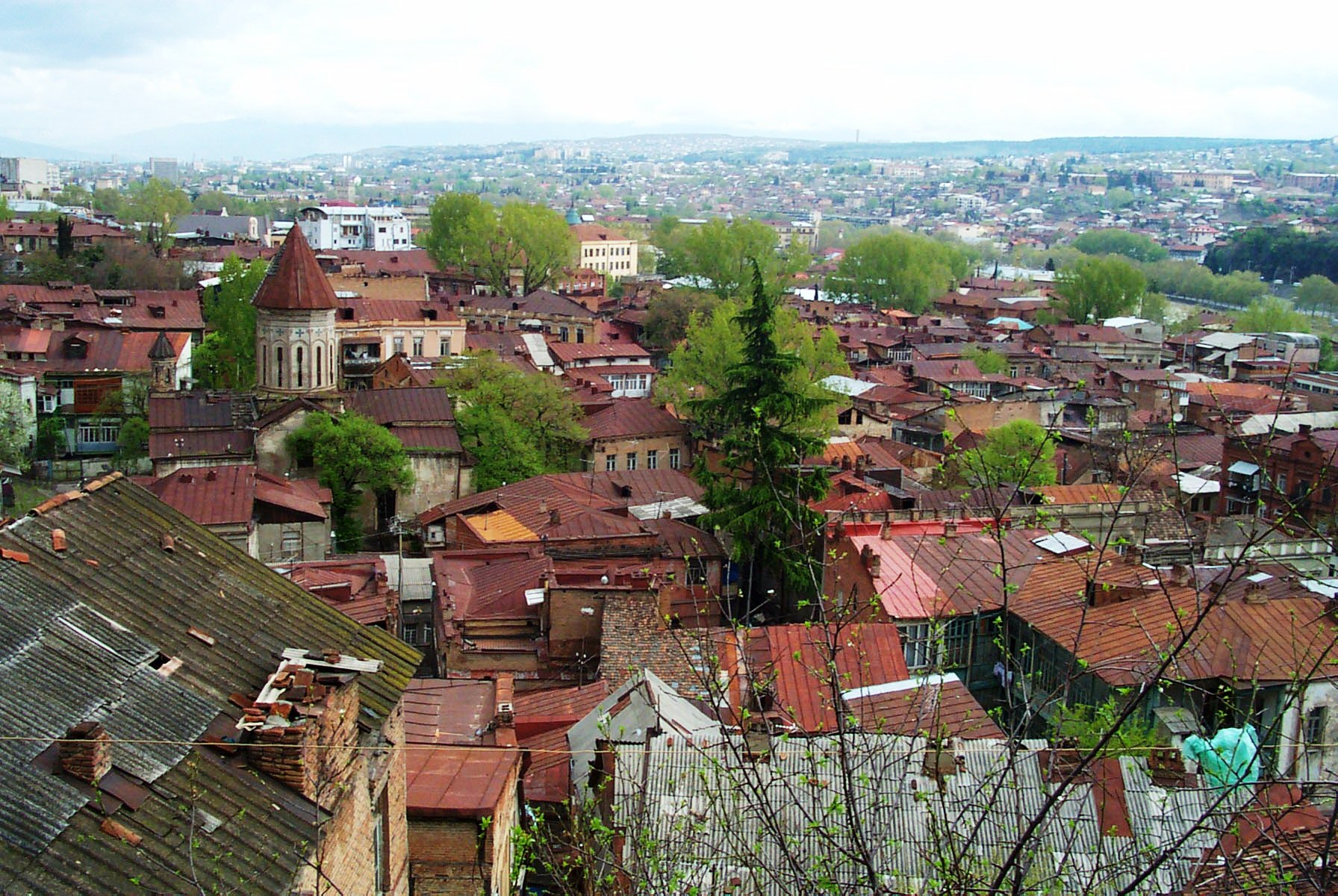
View of Old Tbilisi rooftops and the church
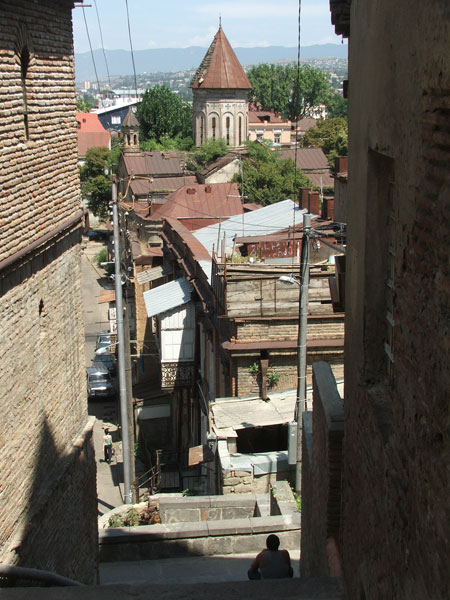
View from a narrow street
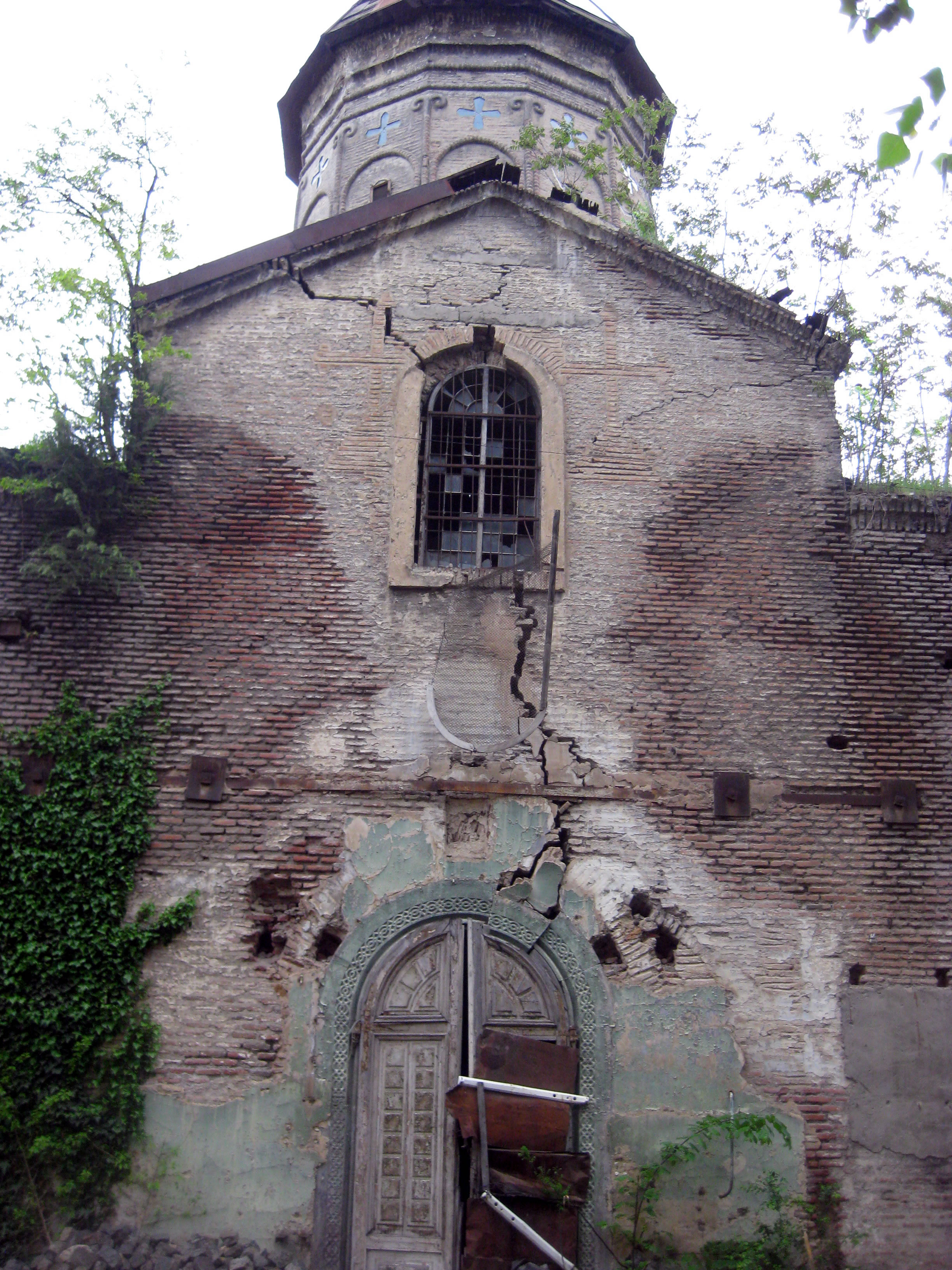
Closed entrance with cracks along the wall
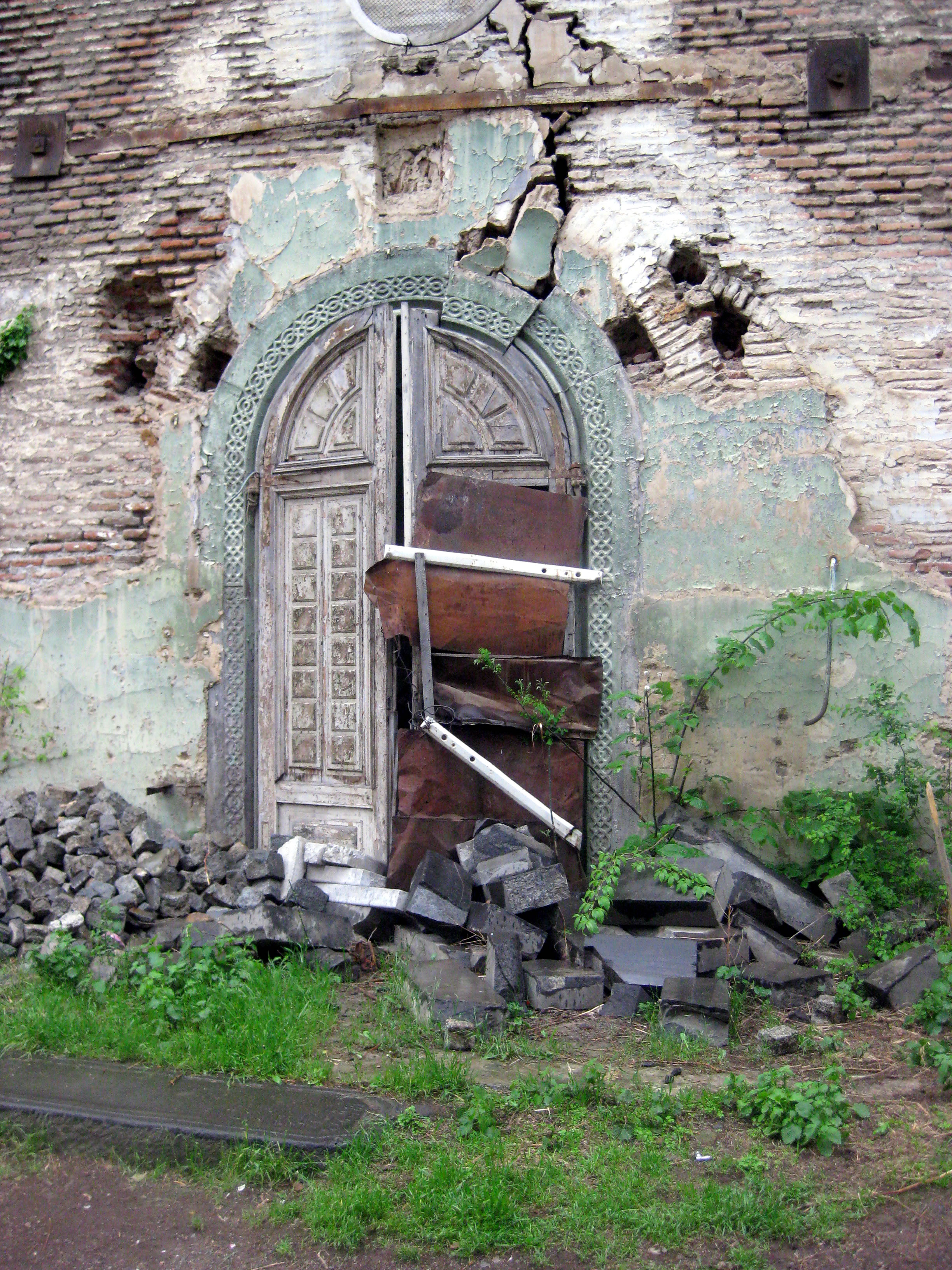
Closeup of closed entrance
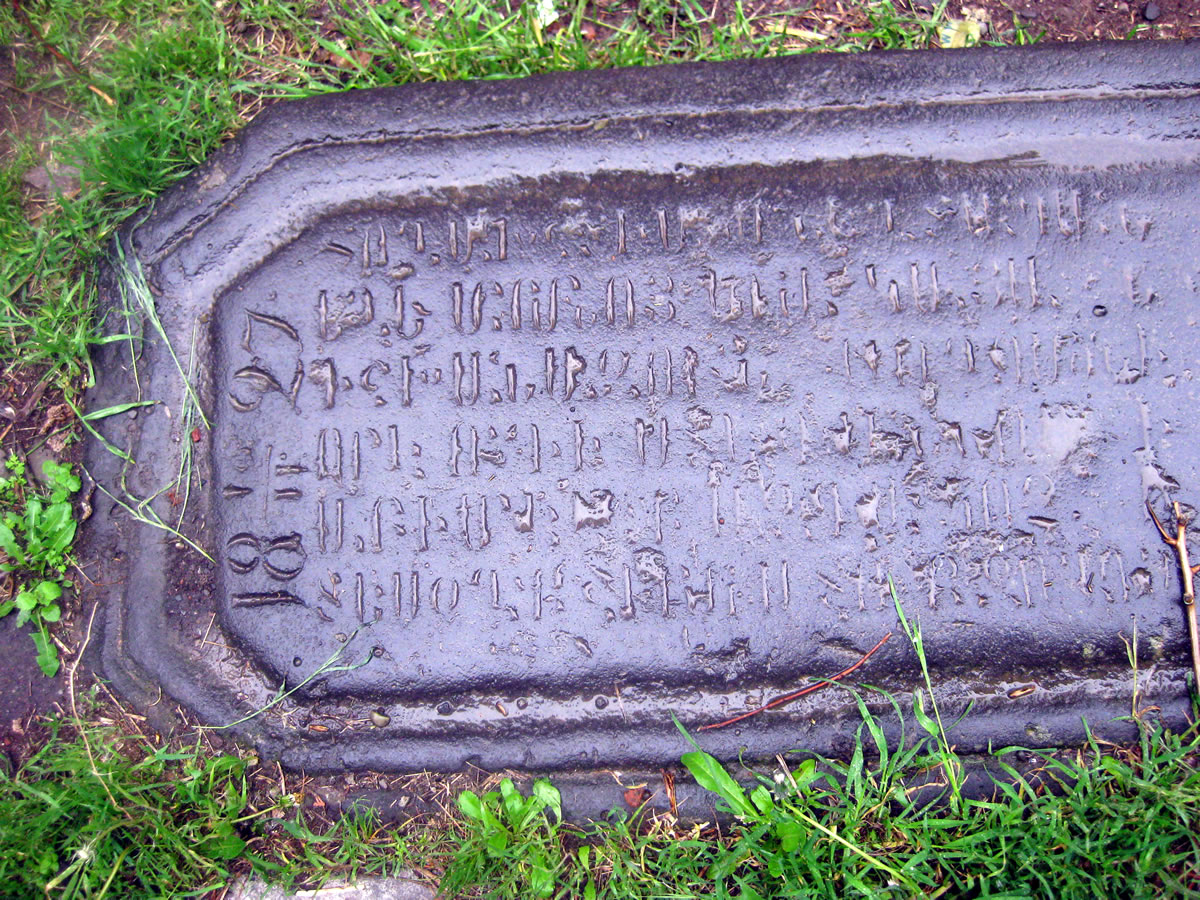
A tombstone inscription in Armenian
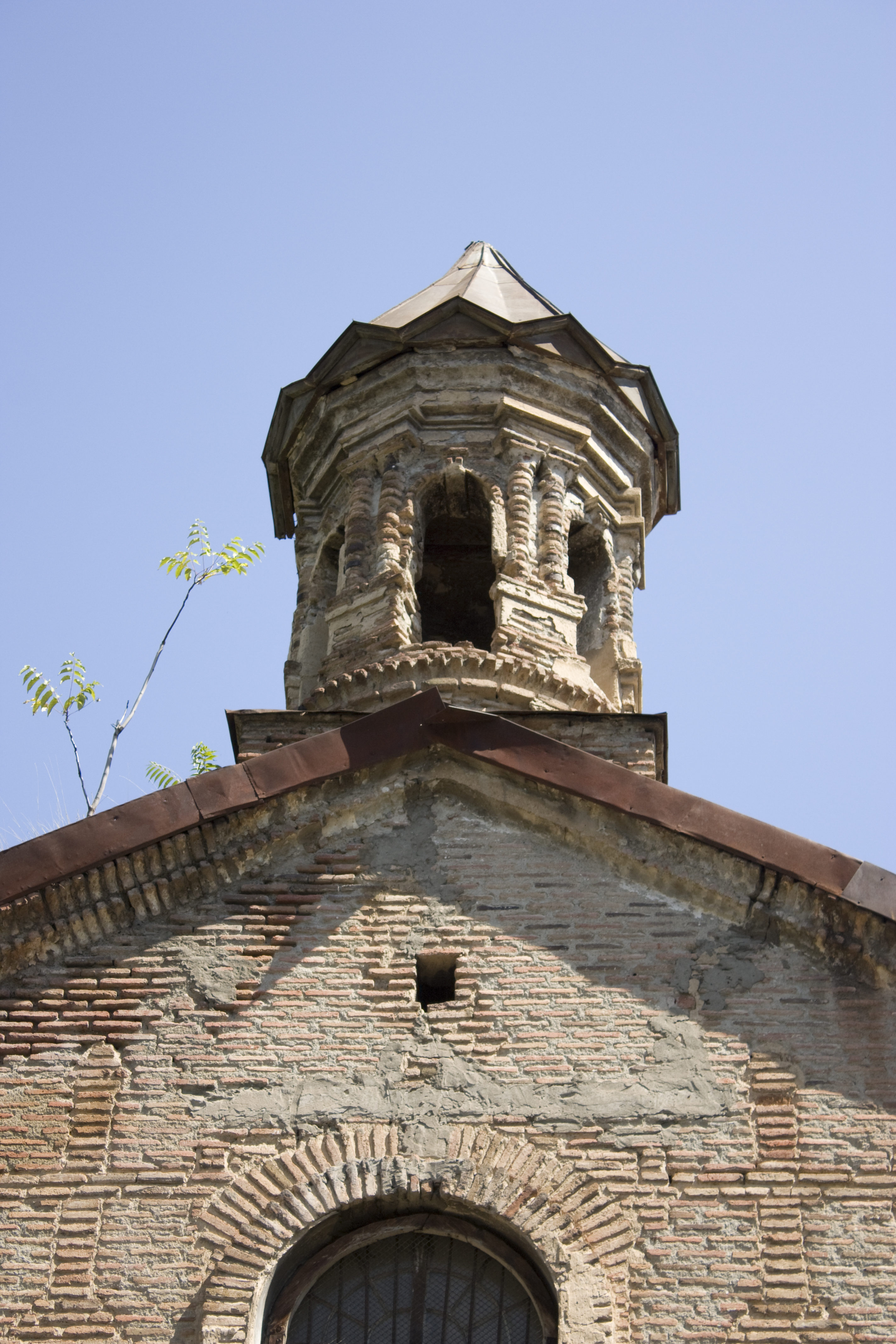
The belltower
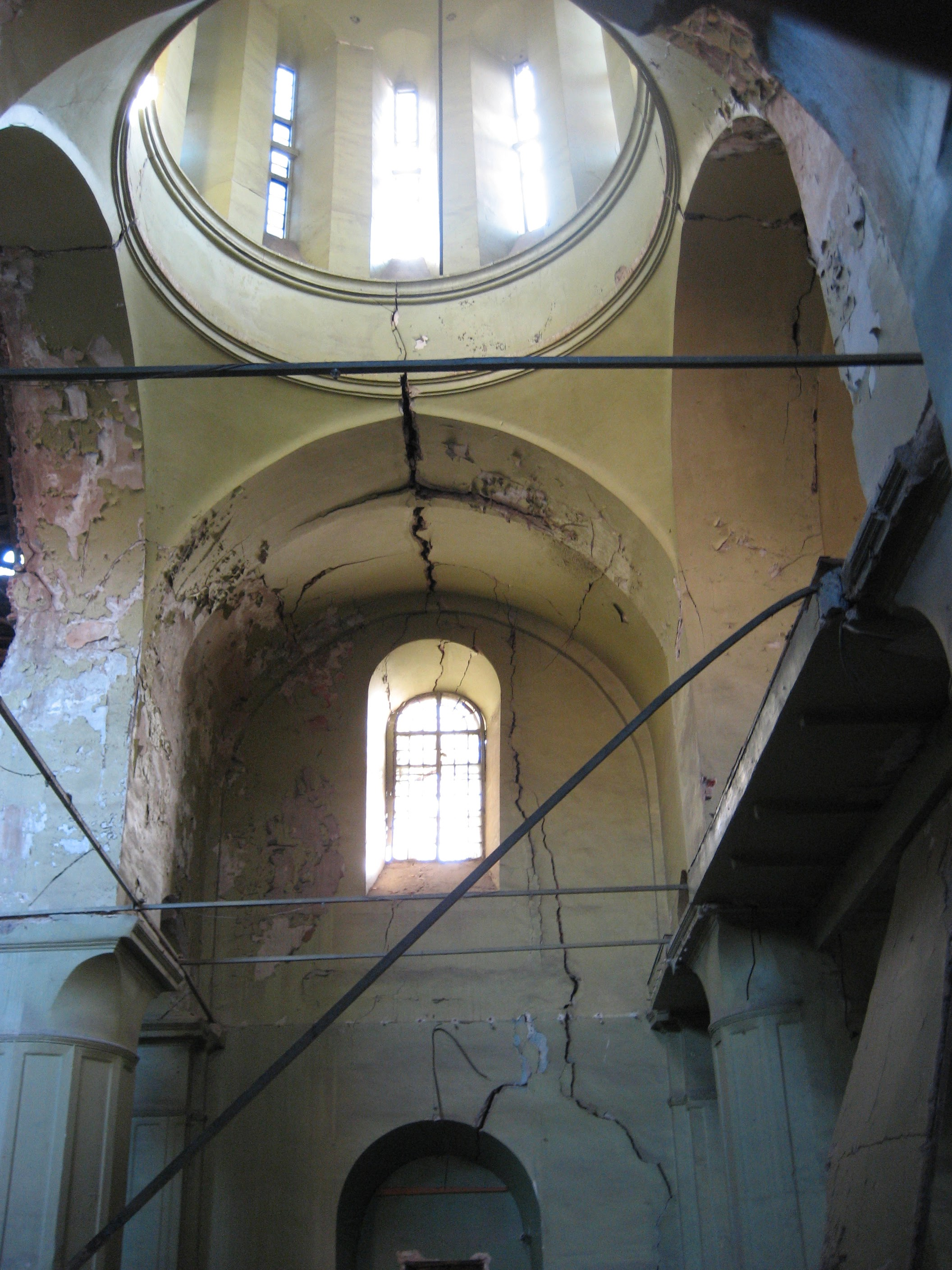
Interior of church before the final collapse
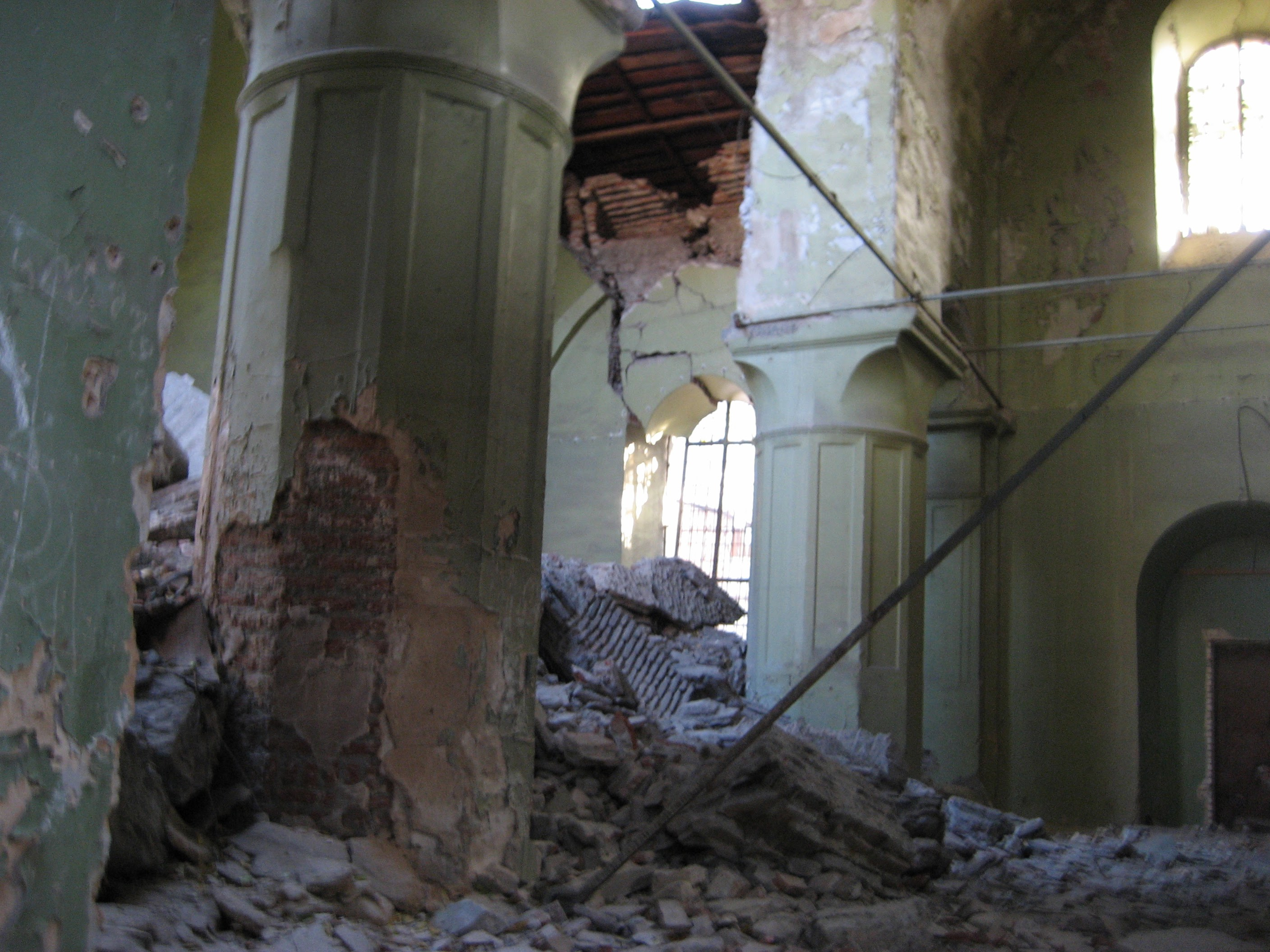
Interior of church before the final collapse